# سفارة المغرب في البرتغال
سفارة المغرب في البرتغال هي أرفع تمثيل دبلوماسي لدولة المغرب لدى البرتغال. تقع السفارة بروا دو ألطو دو دوكي رقم 21 ريسطيلو، لشبونة، العاصمة وهي تهدف لتعزيز المصالح المغربية في البرتغال.
عثمان باحنيني هو السفير الحالي منذ 20 أبريل 2018.

## سفراء المغرب في البرتغال
| الإسم             | المنصب        | صورة | بداية الفترة   | تقديم أوراق الإعتماد | نهاية الفترة  | ملوك المغرب              | رؤساء البرتغال                             |
| ----------------- | ------------- | ---- | -------------- | -------------------- | ------------- | ------------------------ | ------------------------------------------ |
| الطاهر مكوار      | قائم بالأعمال |      | 9 سبتممبر 1958 |                      | 12 دجنبر 1961 | محمد الخامس/الحسن الثاني | أمريكو توماس                               |
| الطاهر مكوار      | قائم بالأعمال |      | 30 يونيو 1962  |                      | 1972          | الحسن الثاني             | أمريكو توماس                               |
|                   |               |      |                |                      |               | الحسن الثاني             | أنطونيو راماليو ايانس                      |
|                   |               |      |                |                      |               | الحسن الثاني             | أنطونيو راماليو ايانس/ماريو سواريز         |
| علي بن بوشتى      | سفير          |      | 1 أغسطس 1989   |                      | 1993          | الحسن الثاني             | ماريو سواريز                               |
| عزيز مكوار        | سفير          |      | 8 سبتمبر 1993  |                      | 1999          | الحسن الثاني             | ماريو سواريز/خورخي سامبايو                 |
| صلاح الدين التازي | سفير          |      |                |                      |               | محمد السادس              | خورخي سامبايو                              |
| سمير عرور         | سفير          |      | 27 أبريل 2004  |                      | 2008          | محمد السادس              | خورخي سامبايو/أنيبال كافاكو سيلفا          |
| كريمة بنيعيش      | سفير          |      | 7 نوفمبر 2008  |                      | 20 أبريل 2018 | محمد السادس              | أنيبال كافاكو سيلفا/مارسيلو ريبيلو دي سوزا |
| عثمان باحنيني     | سفير          |      | 20 أبريل 2018  |                      |               | محمد السادس              | مارسيلو ريبيلو دي سوزا                     |